# Zamek Akashi
Zamek Akashi (jap. 明石城 Akashi-jō) – zamek w mieście Akashi, w prefekturze Hyōgo, w Japonii.
Zamek został zbudowany na górze Akamatsu przez daimyō Tadazane Ogasawarę (1596–1667), z rozkazu sioguna Hidetady Tokugawy (1579–1632), w latach 1617–1619 w celu zwiększenia bezpieczeństwa zachodnich feudałów. Wzniesiono go w krótkim czasie, ponieważ w 1615 r. wydano rozporządzenie, które nakazywało, że jeden klan mógł posiadać wyłącznie jeden zamek. W rezultacie wiele posiadłości musiało zostać rozebranych, a części niektórych z nich wykorzystano do budowy zamku Akashi.
Zamek znajduje się w mieście Akashi, które jest bardzo ważnym strategicznie punktem pomiędzy Osaką a zachodnimi prefekturami Japonii, gdzie wielu panów feudalnych (tozama-daimyō) miało swoje posiadłości. Zamek Akashi miał pełnić rolę warowni, aby zatrzymać ich najazdy na Osakę.
W 1739 r. budynek przeszedł remont. Został porzucony w 1874 roku. W 1881 r. rozebrano wieżę Inui (północno-zachodnią), a w 1901 r. wieżę Ushitora (północno-wschodnią).
Zamek ucierpiał w wyniku trzęsienia ziemi w 1995 roku. Do dziś zachowały się dwie (z czterech) zabytkowe wieże (yagura): Hitsujisaru (południowo-zachodnia) i Tatsumi (południowo-wschodnia), które wraz z łączącą je ścianą są jedynymi pozostałościami zamku.

## Galeria

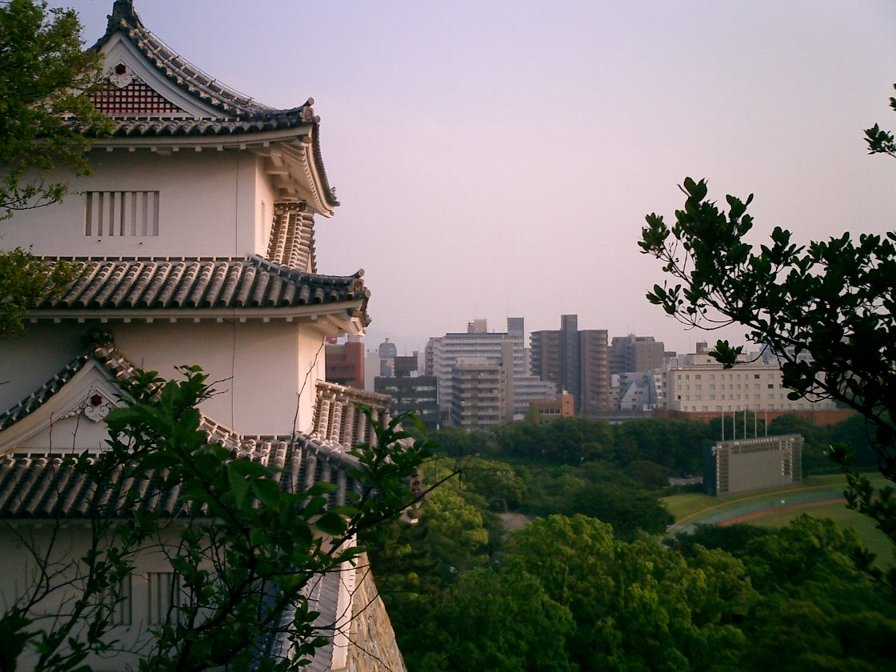
Wieża Hitsujisaru i centrum miasta Akashi
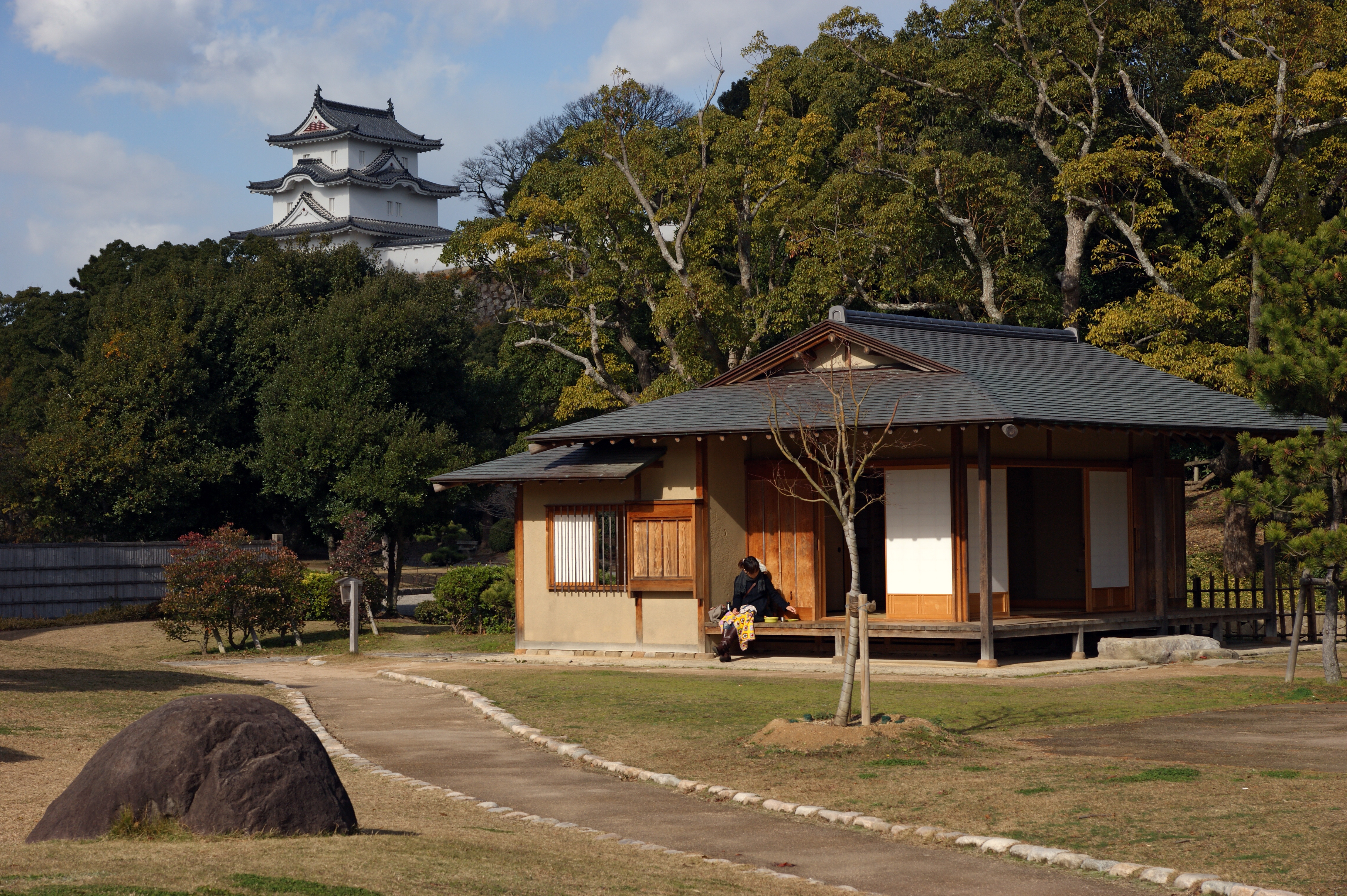
Park wokół zamku
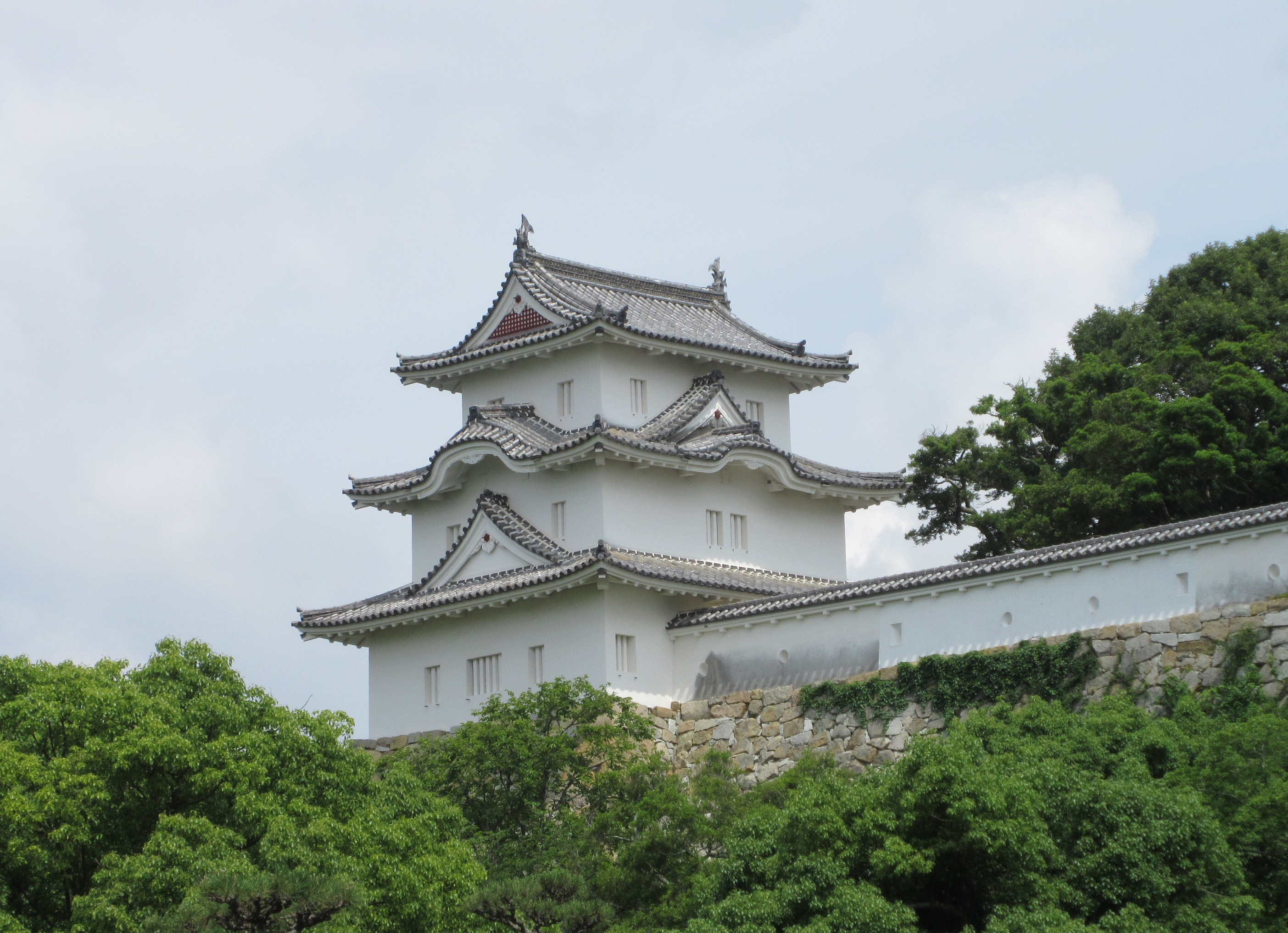
Hitsujisaru-yagura